# Пакистан (команда А1)
Команда Пакистана в гонках А1 — команда, представляющая Пакистан в международной серии кольцевых автогонок «А1 Гран-при». Управляется Super Nova Racing International.